# Rodrigo Ruiz Zárate
Rodrigo Ruiz Zárate (14 aprile 1923 – 5 maggio 1999) è stato un calciatore messicano, di ruolo difensore.

## Carriera

### Nazionale
Con la Nazionale messicana ha preso parte ai Mondiali 1950.